# Locustella
Locustella er en slægt af små, insektædende fugle, der næsten kun er udbredt i Eurasien.
I Danmark er græshoppesanger og savisanger begge mere eller mindre sjældne ynglefugle, som overvintrer i Afrika. De er natsangere, der derfor bedst opdages og adskilles ved deres stemmer.

## Arter
Slægten Locustella består af 24 arter, hvoraf følgende er truffet i Danmark :
- Savisanger, Locustella luscinioides
- Græshoppesanger, Locustella naevia
- Stor græshoppesanger, Locustella fasciolata
- Stribet græshoppesanger, Locustella lanceolata
- Flodsanger, Locustella fluviatilis